# Microrégion de Palmeira dos Índios
La microrégion de Palmeira dos Índios est l'une des trois microrégions qui subdivisent l'agreste de l'État de l'Alagoas au Brésil.
Elle comporte 11 municipalités qui regroupaient 175 157 habitants en 2006 pour une superficie totale de 2 371 km2.

## Municipalités[1]
- Belém
- Cacimbinhas
- Estrela de Alagoas
- Igaci
- Maribondo
- Mar Vermelho
- Minador do Negrão
- Palmeira dos Índios
- Paulo Jacinto
- Quebrangulo
- Tanque d'Arca